# فيصل الحضيري
فيصل الحضيري (17 يناير 1988 -) هو ممثل كوميدي تونسي، اشتهر بدور المرأة الريفية «مبروكة».

## النشأة والمسيرة
ولد في صفاقس، وبدأ مشواره الفني مع رفيق دربه بسام الحمراوي في المسرح بمسرحية «سيبني نحلم»، ثم مسرحية «ستاندباي» (Standby) التي أخرجها معز القديري ومسرحية «السلام عليكم» مع وسيم الحريصي «ميقالو» وبسام الحمراوي. اشتهر بعد ذلك في برنامج لاباس تلفزيا وسيتكوم «كاميرا كافي» ومسلسل مكتوب ومسلسل أولاد مفيدة وسيتكوم دنيا أخرى. مثل في مسرحية «ملا عيلة» مع بسام الحمراوي ونعيمة الجاني وأميمة بن حفصية والتي كتبها وأخرجها الصادق حلواس. شارك في تقديم برنامج «أمور جدية» في قناة الحوار التونسي وانسحب منه لأنه تعرض للرقابة حسب تعبيره. وهو المذيع الرئيسي لبرنامج «أحنا الكل في الكل» في قناة تونسنا.

## أعماله

### مسرحيات
- ستاند باي، 2012 (Stand by)،  مع بسام الحمراوي، تأليف : معز القديري وبسام الحمراوي وفيصل الحضيري
- سيبني نحلم، 2013 مع بسام الحمراوي، تأليف وإخراج : بسام الحمراوي
- مباركة ومبروكة في رحلة العمر، 2014،  مع بسام الحمراوي، تأليف : نوفل الورتاني، إخراج : الصادق حلواس
- السلام عليكم، 2015، مع بسام الحمراوي ووسيم الحريصي، تأليف : حسام حامد، إخراج : فتحي ذهبي
- ملا عيلة، 2016، مع نعيمة الجاني وأميمة بن حفصية وبسام الحمراوي، تأليف وإخراج : الصادق حلواس

### تلفزيون
- لاباس، تقديم نوفل الورتاني على قناة التونسية، منذ 30 أكتوبر 2011
- أمور جدية، تقديم نوفل الورتاني مع كريم الغربي وبية الزردي  وفوزي بن ڨمرة ووسيم الحريصي على قناة الحوار التونسي،2017- 2019
- أحنا الكل في الكل، تقديم حنان الشقراني على قناة تونسنا[4] منذ 2022

### مسلسلات
- كاميرا كافي، إخراج إبراهيم اللطيف، (دور : زيزو) (2013)
- مكتوب، إخراج سامي الفهري على قناة التونسية، (دور : ضيف شرف) (2008-2014)
- أولاد مفيدة، إخراج سوسن الجمني على قناة الحوار التونسي (دور : ضيف شرف) (2015-2020)
- دنيا أخرى، إخراج سامي الفهري على قناة الحوار التونسي، رمضان 2016 (دور: مبروكة)
- دار جدي على قناة قناة قرطاج+
- 1616، إخراج حمدي الجويني، رمضان 2021 (دور : قاسم)

### أفلام
- لا راج، (La Rage)، إخراج : طارق بن غزيل
- هز يا وز، إخراج : إبراهيم اللطيف، (2013)

### إذاعة
- دار العيلة، جوهرة أف أم، 2018

## وصلات خارجية
فيصل الحضيري على موقع IMDb (الإنجليزية)
- فيصل الحضيري على موقع قاعدة بيانات الأفلام العربية

لا توجد روابط لمواقع التواصل الاجتماعي.